# Pierre Arditi
Pour les articles homonymes, voir Arditi.
Pierre Arditi, né le 1er décembre 1944 à Paris 6e, est un acteur français.
Acteur prolifique de théâtre, de cinéma et de télévision, il est l'un des acteurs fétiches d'Alain Resnais, qui le dirige à dix reprises, et grâce auquel il remporte deux César : l'un pour Mélo, l'autre pour Smoking / No Smoking. Sa carrière sur les planches, qui lui vaut un Molière en 1987, lui fait alterner des pièces d'auteurs et des succès populaires depuis le milieu des années 1960.

## Biographie

### Origines familiales
Pierre Arditi est issu d'une famille juive{ française. Son père Georges Arditi (1914-2012), est peintre communiste et décorateur de théâtre d'origine juive grecque né à Marseille . Elle-même fille de peintre, sa mère Yvonne Leblicq (1906-1982) est originaire de Bruxelles et est catholique, Pierre Arditi sera d'ailleurs baptisé.
Il a une sœur, Catherine Arditi, née en 1946, et deux demi-sœurs, Danièle et Rachel, toutes trois comédiennes.
Son père est le cousin de l'écrivain Elias Canetti (1905-1994), prix Nobel de littérature en 1981, du docteur Georges Canetti (1911-1971), médecin et biologiste, ainsi que de l'impresario Jacques Canetti (1909-1997). L'écrivain Metin Arditi est également un lointain cousin.

### Formation
Son père l'emmène très tôt voir des spectacles au théâtre. Sa plus jeune sœur Catherine, inscrite au cours d'art dramatique de Tania Balachova, l'encourage à embrasser la carrière de comédien, à laquelle il ne se sent pourtant pas particulièrement destiné.
Il effectue son service militaire en Allemagne en 1964.
Une tentative de suicide lorsqu'il avait 28 ans, à la suite d'un chagrin d'amour, va l'amener à avoir une véritable révélation pour le théâtre.

### Carrière au théâtre
Pierre Arditi débute en 1965 à Lyon, au théâtre du Cothurne (dirigé par Marcel Maréchal), en même temps que sa sœur Catherine, dans la pièce de Jacques Audiberti L'Opéra du Monde, mise en scène par Marcel Maréchal.
En janvier 2011, il crée La Vérité de Florian Zeller au théâtre Montparnasse, qui connaît un très grand succès. En septembre 2015, il crée Le Mensonge, du même auteur.

### Carrière à la télévision

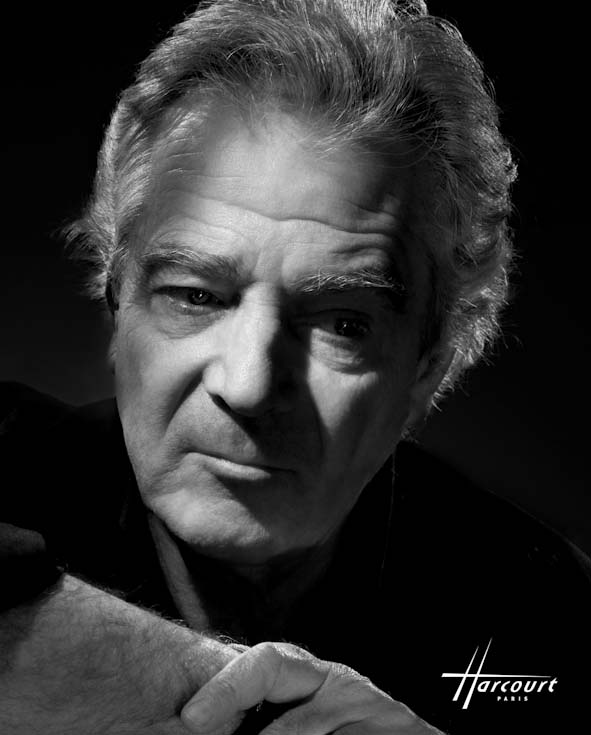
Pierre Arditi photographié par le studio Harcourt en 2009.

Pierre Arditi débute à la fin des années 1960 à la télévision dans des rôles secondaires. En 1970, il joue le rôle principal du téléfilm Blaise Pascal de Roberto Rossellini, puis donne la réplique à Bernard Verley dans Eugène Sue, Rosy Varte dans Madame Filoume, Claude Jade dans Les Oiseaux de lune, Nadine Alari dans Marie Tudor.
Le 3 novembre 2007, il interprète en direct la pièce de Sacha Guitry, Faisons un rêve, sur la scène du théâtre Édouard-VII, aux côtés de Michèle Laroque et François Berléand, dans une mise en scène de Bernard Murat.
Il réitère l'expérience :
- le 3 mai 2008 en interprétant Tailleur pour dames de Georges Feydeau en direct sur France 2, avec notamment Emmanuelle Devos, François Berléand et Marie-Anne Chazel ;
- le 2 mai 2009 dans L'Éloignement de Loleh Bellon, avec Carole Bouquet.

Le 11 janvier 2011, il présente avec Daniel Cohen et Erik Orsenna sur France 2 l'émission Fric, krach et gueule de bois : le roman de la crise, un magazine didactique résumant l'histoire économique depuis les années 1970.

### Carrière au cinéma
Son premier grand rôle au cinéma est celui de Julien dans L'Amour violé de Yannick Bellon (1978).
Il est ensuite, avec Sabine Azéma et André Dussollier, un interprète fétiche d'Alain Resnais (Mon oncle d'Amérique en 1979, Smoking / No smoking en 1993), On connait la chanson (1997).
Il entre également dans l'univers du doublage à partir de 1971 et prête ainsi sa voix notamment à Terence Hill dans la série des Trinita, à Christopher Walken ou à Simon MacCorkindale ou encore à Tommy Lee Jones dans Les Yeux de Laura Mars. Il reste surtout la voix française de Christopher Reeve dans Superman, le doublant dans les trois premiers films de la série. Il réalise du doublage pour certains personnages dans La Croisière s’amuse (notamment Saison 1 épisode 23). Il arrête le doublage en 1986, puis le reprend occasionnellement au début des années 2000.

### Engagements
Selon Catherine Ribeiro, Pierre Arditi aurait été membre de l'Organisation communiste internationaliste (OCI) dans les années 1980.
Au début des années 1980, il enregistre des spots radiophoniques de soutien au Parti socialiste.[réf. nécessaire]
Lors de l'élection présidentielle de 2017, il soutient le candidat d'En marche, Emmanuel Macron. Il était présent à la célébration de sa qualification pour le second tour le 23 avril 2017 à La Rotonde.
En septembre 2018, à la suite de la démission de Nicolas Hulot, il signe avec Juliette Binoche une tribune sur le réchauffement climatique intitulée « Le plus grand défi de l'histoire de l'humanité », publié en une du journal Le Monde, avec pour sous-titre L'appel de 200 personnalités pour sauver la planète.
En octobre 2019, il signe avec quarante personnalités du monde du spectacle et de la culture, notamment Denis Podalydès, Jean Reno, Françoise Nyssen et Patrick de Carolis, un appel contre l'interdiction aux mineurs de la corrida que la députée Samantha Cazebonne voulait introduire dans une proposition de loi sur le bien-être animal.
Pierre Arditi soutient depuis des années l'association ATD Quart monde ; en 2012, il lui prête sa voix dans un spot publicitaire au profit de sa première campagne d'appel aux dons.
Dans une interview à France Info diffusée le 6 novembre 2023, Pierre Arditi formule un réquisitoire contre l'écriture inclusive estimant qu'elle « massacre » la langue française et qu'il « faut arrêter de déconner avec tout ça ». En 2024, il déclare dans une interview au Figaro : « le wokisme m’emmerde et l’écriture inclusive, c’est une connerie ».

### Divers
Passionné de vin, il est chroniqueur régulier de la revue Terre de vins.

### Vie privée
En 1966, Pierre Arditi épouse la comédienne Florence Giorgetti, dont il a un fils, Frédéric, né le 19 juin 1969, peintre comme son grand-père. Ils divorcent en 1978. Durant son mariage, il a une liaison avec Barbara.
En 1986, il devient le compagnon de la comédienne Évelyne Bouix, qu'il épouse vingt-quatre ans plus tard, le 31 mai 2010. Avec elle, il avait élevé Salomé Lelouch, fille qu'elle avait eue en 1983 avec Claude Lelouch.
Le 27 septembre 2023, au début d'une représentation de Lapin, pièce de théâtre de Samuel Benchetrit qu'il interprète avec Muriel Robin au théâtre Édouard-VII, il est victime d'un malaise et hospitalisé en urgence, un accident vasculaire cérébral étant envisagé, mais les premiers résultats des examens, montrent qu'il s'agit en fait d'un malaise vagal. Dans l'émission C à vous du 28 septembre 2023, Patrick Cohen annonce que Pierre Arditi devrait revenir sur scène la semaine suivante et, effectivement, il reprend son rôle dans Lapin le 4 octobre 2023. Cependant, les représentations sont arrêtées du 12 octobre 2023 jusqu'au 8 novembre 2023.
Le 8 décembre 2023, alors qu'il joue de nouveau une représentation de la pièce de théâtre Lapin de Samuel Benchetrit sur la scène du théâtre Édouard-VII, il fait une nouvelle fois un malaise et est transporté à l'hôpital pour y effectuer des examens. Son entourage a indiqué en fin de soirée à l'AFP  que  « ses jours ne sont pas en danger » et qu'il ne s'agit pas d'un accident vasculaire cérébral.

## Filmographie

### Cinéma

#### Longs métrages
- 1968 : Le Dernier Saut d'Édouard Luntz
- 1970 : Alyse et Chloé de René Gainville
- 1977 : L'Amour violé de Yannick Bellon
- 1979 : Mon oncle d'Amérique d'Alain Resnais
- 1980 : Pile ou Face de Robert Enrico
- 1981 : Nestor Burma, détective de choc de Jean-Luc Miesch
- 1982 : La vie est un roman d'Alain Resnais
- 1983 : Femmes de personne de Christopher Frank
- 1984 : L'Amour à mort d'Alain Resnais
- 1985 : Jusqu'à la nuit de Didier Martiny
- 1985 : Adieu blaireau de Bob Decout
- 1985 : Strictement personnel de Pierre Jolivet
- 1986 : Suivez mon regard de Jean Curtelin
- 1986 : Mélo d'Alain Resnais
- 1986 : L'État de grâce de Jacques Rouffio
- 1986 : Poker de Catherine Corsini
- 1987 : La Petite Allumeuse de Danièle Dubroux
- 1987 : Agent trouble de Jean-Pierre Mocky
- 1987 : De guerre lasse de Robert Enrico
- 1987 : Flag de Jacques Santi
- 1988 : La Passerelle de Jean-Claude Sussfeld
- 1988 : Bonjour l'angoisse de Pierre Tchernia
- 1989 : Natalia de Bernard Cohn
- 1989 : Radio Corbeau d'Yves Boisset
- 1989 : Vanille Fraise de Gérard Oury
- 1991 : Plaisir d'amour de Nelly Kaplan
- 1991 : Les Clés du paradis de Philippe de Broca
- 1991 : L'Ombre de Claude Goretta
- 1993 : La Petite Apocalypse de Costa-Gavras
- 1993 : Smoking / No Smoking d'Alain Resnais
- 1995 : Le Hussard sur le toit de Jean-Paul Rappeneau
- 1996 : Les Caprices d'un fleuve de Bernard Giraudeau
- 1996 : Hommes, femmes : mode d'emploi de Claude Lelouch
- 1996 : Messieurs les enfants de Pierre Boutron
- 1997 : On connaît la chanson d'Alain Resnais
- 1997 : Que la lumière soit ! d'Arthur Joffé
- 1998 : Hasards ou Coïncidences de Claude Lelouch
- 1999 : Le Château des singes de Jean-François Laguionie
- 1999 : Un chat dans la gorge de Jacques Otmezguine
- 2000 : La Fausse Suivante de Benoît Jacquot
- 2000 : Les Acteurs de Bertrand Blier
- 2000 : Le Dernier Plan de Benoît Peeters
- 2003 : Le Mystère de la chambre jaune de Bruno Podalydès
- 2003 : Pas sur la bouche d'Alain Resnais
- 2003 : Les Clefs de bagnole de Laurent Baffie
- 2004 : Pourquoi (pas) le Brésil de Lætitia Masson
- 2004 : La Première Fois que j'ai eu 20 ans de Lorraine Lévy
- 2004 : Victoire de Stéphanie Murat avec Sylvie Testud
- 2005 : Le Courage d'aimer de Claude Lelouch
- 2005 : L'un reste, l'autre part de Claude Berri
- 2005 : Le Parfum de la dame en noir de Bruno Podalydès
- 2006 : Cœurs d'Alain Resnais
- 2006 : Coup de sang de Jean Marbœuf
- 2006 : Le Grand Appartement de Pascal Thomas
- 2007 : Nos amis les Terriens de Bernard Werber (narrateur - voix off)
- 2008 : Le Grand Alibi de Pascal Bonitzer
- 2008 : Tu peux garder un secret ? d'Alexandre Arcady
- 2008 : Bancs publics (Versailles Rive-Droite) de Bruno Podalydès
- 2008 : Musée haut, musée bas de Jean-Michel Ribes
- 2009 : Le code a changé de Danièle Thompson
- 2009 : Je vais te manquer d'Amanda Sthers
- 2009 : Bambou de Didier Bourdon
- 2010 : Streamfield, les carnets noirs de Jean-Luc Miesch
- 2010 : Ensemble, c'est trop de Léa Fazer
- 2010 : Je ne vous oublierai jamais de Pascal Kané
- 2012 : Adieu Berthe de Bruno Podalydès
- 2012 : Vous n'avez encore rien vu d'Alain Resnais
- 2012 : La Fleur de l'âge de Nick Quinn
- 2015 : Comme un avion de Bruno Podalydès
- 2017 : Monsieur et Madame Adelman de Nicolas Bedos
- 2018 : Les Estivants de Valeria Bruni Tedeschi
- 2019 : La Belle Époque de Nicolas Bedos
- 2021 : Le Trésor du Petit Nicolas de Julien Rappeneau
- 2021 : Les Choses humaines de Yvan Attal
- 2022 : Adieu Paris d'Édouard Baer
- 2022 : Maestro(s) de Bruno Chiche
- 2023 : Le Voyage en pyjama de Pascal Thomas

#### Courts métrages
- 1982 : Le Rat noir d'Amérique de Jérôme Enrico
- 1985 : À cœur perdu de Patricia Valeix
- 1986 : Triple sec d'Yves Thomas
- 1987 : Les aventures du métier (Cité des métiers de la Villette de Paris)
- 1995 : 1, 2, 3 lumières ! de Philippe Lioret

### Télévision
- 1966 : La 99e minute de François Gir
- 1967 : En votre âme et conscience, épisode L'Affaire Jobard de Jean Bertho : Antoine Jobard
- 1968 : L'Homme du Picardie de Jacques Ertaud
- 1969 : Thibaud ou les Croisades de Robert Mazoyer : Ben Yacoub
- 1969 : Allô Police : Alfredo, dans l'épisode L'Enquête invisible d'Adonis Kyrou
- 1969 : S.O.S. fréquence 17 de Christian-Jaque, épisode Les Menottes[27]
- 1969 : Judith de Friedrich Hebbel, réalisation Robert Maurice : Ephraïm
- 1970 : Reportage sur un squelette de Michel Mitrani : Arlequin n°1
- 1970 : L'Illusion comique de Corneille, réalisation Robert Maurice : Clindor
- 1970 : Les Aventures de Zadig de Claude-Jean Bonnardot
- 1970 :  Un mystère par jour  : épisode : Un crime pour 20 carats de Jacques Audoir
- 1970 : Madame Filoumé d'Eduardo De Filippo, réalisation Jeannette Hubert : Michel
- 1971 : Le Bouton de rose de François Gir : Jules
- 1971 : Blaise Pascal de Roberto Rossellini : Blaise Pascal
- 1971 : Face aux Lancaster d'Ado Kyrou : John
- 1972 : Paix à ses cendres de Guy Lessertisseur : Ivanito
- 1972 : Albert Einstein de Gérard Chouchan : un membre de l'académie
- 1973 : Le Noctambule de Philippe Arnal : Snervalin
- 1973 : Là haut les quatre saisons avec Frédéric de Pasquale et Catherine Arditi
- 1973 : L'Étang de la Breure de Claude Grinberg : Gilles
- 1974 : Eugène Sue de Jacques Nahum : Ernest Legouvé
- 1974 : Amoureuse Joséphine de Guy Lessertisseur : Bonaparte
- 1974 : Les Oiseaux de lune de Marcel Aymé, réalisation André Barsacq (1971) : l'inspecteur Grindot
- 1974 : Le Pain noir de Serge Moati
- 1974 : Léo Burckart et les étudiants de Jeannette Hubert : Diego
- 1975 : Les Exilés de James Joyce, réalisation Guy Lessertisseur : Robert
- 1977 : La Lettre écarlate de Marcel Cravenne : le pasteur Arthur Dimmesdale
- 1977 : Les Cinq Dernières Minutes : Châteaux en campagne de Guy Lessertisseur : Serge Machery
- 1977 : L'inspecteur mène l'enquête : Les Plumes noires
- 1978 : Cinéma 16 : La Femme rompue de Josée Dayan : Quillan
- 1978 : Le Petit Théâtre d'Antenne 2 : Gibier de potence de Georges Feydeau, réalisation Guy Seligmann
- 1979 : Le Dernier Choix du Maréchal Ney de Maurice Frydland : Levavasseur
- 1979 : Pour tout l'or du Transvaal de Claude Boissol : le narrateur
- 1979 : Messieurs les Jurés : L'Affaire Brouchaud de Nat Lilenstein
- 1980 : Légitime défense de Claude Grinberg : l'ami
- 1980 : Au théâtre ce soir : Une sacrée famille de Georges Berr et Louis Verneuil, mise en scène Robert Manuel, réalisation Pierre Sabbagh, Théâtre Marigny : Gaston
- 1980 : Les Amours des années folles : Les Sœurs Hortensia de Dominique Giuliani : Roland
- 1980 : Vernissage et Audience de Václav Havel, réalisation Édouard Logereau : Ferdinand
- 1981 : Le Serment d'Heidelberg d'André Farwagi : Noblecourt
- 1981 : L'Arme au bleu de Maurice Frydland : le sergent chef
- 1981 : Mon meilleur Noël : Rien qu'une petite fille de Jean-Pierre Marchand : le psychiatre
- 1981 : Au théâtre ce soir : Monsieur Vernet de Jules Renard, mise en scène Robert Manuel, réalisation Pierre Sabbagh, Théâtre Marigny : Henri
- 1981 : Au théâtre ce soir : Mademoiselle ma mère de Louis Verneuil, mise en scène Robert Manuel, réalisation Pierre Sabbagh, théâtre Marigny : Georges
- 1981 : Au théâtre ce soir : Le Traité d'Auteuil de Louis Verneuil, mise en scène Robert Manuel, réalisation Pierre Sabbagh, Théâtre Marigny : André
- 1982 : Conrad Killian, le fou du désert de Jean-Paul Trébouet : Chasseloup-Laubat
- 1982 : L'Épingle noire de Maurice Frydland : Damien
- 1982 : Malesherbes, avocat du roi d'Yves-André Hubert : Raymond de Sèze
- 1982 : Les Secrets de la princesse de Cadignan de Jacques Deray : Emile Blondet
- 1982 : Mozart de Marcel Bluwal
- 1982 : Jupiter 81 de Maurice Frydland : Verlet
- 1983 : Le Secret de monsieur L de Pierre Zucca : Patrick Gemet
- 1984 : Emmenez-moi au théâtre : Pauline ou l'écume de la mer de Gabriel Arout, réalisation Éric Bentz
- 1985 : Une vie comme je veux de Jean-Jacques Goron : François
- 1985 : L'Homme de pouvoir de Maurice Frydland : Pierre Cerf-Lebrun
- 1985 : Patte de velours de Nelly Kaplan : Poltergeist
- 1986 : Un métier de seigneur d'Édouard Molinaro : Cousin/Arvers
- 1987 : Monsieur Benjamin de Marie-Hélène Rebois : Georges
- 1987 : Tailleur pour dames de Georges Feydeau, réalisation Yannick Andréi
- 1987 : Le Parfait Amour de Jean-Pierre Marchand
- 1988 : L'Éloignement de Loleh Bellon, réalisation Yves-André Hubert
- 1988 : Palace de Jean-Michel Ribes
- 1989 : Les Grandes Familles d'Édouard Molinaro : Simon Lachaume
- 1989 : Condorcet de Michel Soutter : Nicolas de Condorcet
- 1990 : Duo de Claude Santelli : Michel
- 1990 : La Femme et le Pantin (1990), téléfilm franco-espagnol de Mario Camus ;
- 1990 : Les gens ne sont pas tous forcément ignobles de Bernard Murat : Eric
- 1991 : Largo desolato de Václav Havel, réalisation Agnieszka Holland : Léopold
- 1992 : La Femme et le Pantin de Mario Camus : Mathieu
- 1993 : Ma petite Mimi de Roger Kahane : Geoffroy Lemaroyer
- 1994 : Le Raisin d'or de Joël Séria : le baron Jean de Malbray
- 1994 : Couchettes express de Luc Béraud : la voix de Jack London
- 1994-2000 : Passeur d'enfants de Franck Appréderis, série en 9 épisodes : Alex
- 1995 : L'Affaire Dreyfus d'Yves Boisset : le commandant Esterazy
- 1995 : Une femme dans mon cœur de Gérard Marx : Christian Delarive
- 1996 : J'ai deux amours de Caroline Huppert : Bertrand
- 1996 : Une clinique au soleil (Titre d'abord envisagé : La Passion du docteur Bergh) de Josée Dayan : Bernard Letechin
- 1996 : Le Parfum de Jeannette de Jean-Daniel Verhaeghe : Charles
- 1996 : Faisons un rêve de Sacha Guitry, réalisation Jean-Michel Ribes : lui-même
- 1996 : La Peau du chat de Jacques Otmezguine : Georges
- 1997 : Le Prix de l'espoir de Josée Yanne : Pierre Manin
- 1997 : Quand le chat sourit de Sabine Azéma
- 1997-2000 : Un et un font six de Franck Appréderis et Jean-Pierre Vergne, série en 8 épisodes : Paul
- 1997 : L'Amour dans le désordre d'Élisabeth Rappeneau : Guillaume
- 1998 : Week-end ! d'Arnaud Sélignac : Julien
- 1998 : Un amour de cousine de Pierre Joassin : Pierre
- 1998 : « Art » de Yasmina Reza, mise en scène Patrice Kerbrat, réalisation Yves-André Hubert : Yvan
- 1998 : Le Comte de Monte-Cristo , mini-série de Josée Dayan : Villefort
- 1999 : Les Quatre-vingt-unards de Marco Pico
- 2000 : On n'est pas là pour s'aimer de Daniel Janneau : Maxime Vergnaud
- 2000 : Chacun chez soi d'Élisabeth Rappeneau : Pierre Bazeilles
- 2000 : Les Enfants du printemps de Marco Pico : Jean Charlet
- 2001 : Un couple modèle de Charlotte Brändström : Thomas
- 2001-2012 : Sauveur Giordano, série en 16 épisodes
- 2001 : L'Île bleue de Nadine Trintignant : Alexandre
- 2001 : Jalousie de Marco Pauly : Mathieu
- 2002 : Patron sur mesure de Stéphane Clavier : Philippe Roussel
- 2002 : Une Ferrari pour deux de Charlotte Brändström : Vincent Saulnier
- 2003 : Une villa pour deux de Charlotte Brändström : François
- 2004 : Du côté de chez Marcel de Dominique Ladoge
- 2004 : Tout va bien c'est Noël ! de Laurent Dussaux : Joachim
- 2004 : Julie, chevalier de Maupin de Charlotte Brändström : Charles de Florensac
- 2004 : L'Insaisissable d'Élisabeth Rappeneau : Maxime Kovacs
- 2005 : La Séparation de François Hanss : Aristide Briand
- 2006 : Aller-retour dans la journée de Pierre Sisser : François Villedieu-Lacour
- 2007 : Les Liens du sang de Régis Musset : Antoine Meyer
- 2007 : Faisons un rêve de Sacha Guitry, réalisation Bernard Murat : lui-même
- 2008 : Tailleur pour dames de Georges Feydeau, réalisation Bernard Murat
- 2009 : L'Éloignement de Loleh Bellon, réalisation Emmanuel Murat
- 2009 : Contes et nouvelles du XIXe siècle : Le petit vieux des Batignolles de Claude Chabrol
- 2010 : Les Méchantes de Philippe Monnier : Claude
- 2010 : Les Fausses Confidences de Marivaux, mise en scène Didier Bezace, réalisation Don Kent
- 2011 : Vivace de Pierre Boutron : Gilles Vasseur
- 2011 - 2016 : Le Sang de la vigne de Marc Rivière : Benjamin Lebel
- 2011 : Roses à crédit d'Amos Gitaï : M. Georges
- 2012 : La Danse de l'Albatros de Nathan Miller : Thierry
- 2014 : Coup de cœur de Dominique Ladoge : Jean-Pierre Berthelot
- 2016 : Capitaine Marleau (épisode « En trompe-l'œil ») de Josée Dayan : Gilles Garin
- 2017 : Quelque chose a changé de Jacques Santamaria : Louis-Régis
- 2018 : Meurtres à Colmar de Klaus Biedermann : Étienne Ronsard
- 2018 : Quand sort la recluse de Josée Dayan : Docteur Cauvert
- 2020 : I Love You coiffure de Muriel Robin : François Fleury
- 2021 : Le Grand Restaurant : Réouverture après travaux de Romuald Boulanger
- 2021 : Le Voyageur (épisode La Vallée de la peur) : Yves Cesnoz
- 2022 : Ce que Pauline ne vous dit pas de Rodolphe Tissot : Bernard Borel
- 2022 : Ils s'aiment... enfin presque ! d'Hervé Brami : Martin
- 2022 : Mémoire trouble de Denis Malleval : Pierre Garlat
- 2022 : Clemenceau, la force d'aimer de Lorraine Lévy : Georges Clemenceau
- 2022 : Le Premier venu de Michel Leclerc : André
- 2023 : Alphonse de Nicolas Bedos : Jacques Bisson
- 2024 : Citoyens clandestins de Laëtitia Masson : Bastien Rougeard
- 2024 : Panique au 31 de Gaël Leforestier : Pierre
- 2025 : Maudits de Chloé Micout : Jacques
- 2026 : Un petit air de bonheur de Jacques Santamaria : Jérôme

## Théâtre
- 1965 : Elocoquente de Georges Limbour, mise en scène Marcel Maréchal
- 1965 : L'Opéra du monde de Jacques Audiberti, mise en scène Marcel Maréchal, avec Emmanuelle Riva, Théâtre du Cothurne
- 1966 : Mille Francs de récompense de Marcel Maréchal et Bernard Ballet d'après Victor Hugo, mise en scène Marcel Maréchal, Théâtre des Célestins
- 1967 : Cripure de Louis Guilloux, mise en scène Marcel Maréchal
- 1968 : Ma déchirure de Jean-Pierre Chabrol, mise en scène Gabriel Garran, Théâtre de la Commune
- 1970 : Capitaine Bada de Jean Vauthier, mise en scène Marcel Maréchal
- 1971 : Roméo et Juliette de William Shakespeare, mise en scène Marcel Maréchal, Théâtre de l'Odéon
- 1971 : Haggerty, où es-tu ? de David Mercer, mise en scène André Barsacq, Théâtre de l'Atelier
- 1971 : Le Jeu de Robin et Marion, théâtre musical, mise en scène Georges Peyrou, Festival d'Avignon
- 1971 : La Cerisaie d'Anton Tchekhov, mise en scène Pierre Debauche, Maison de la Culture Nanterre
- 1973 : Smoking ou Les Mauvais Sentiments de Jean-Pierre Bisson, mise en scène de l'auteur, Festival d'automne à Paris
- 1974 : La Poupée de Jacques Audiberti, mise en scène Bernard Ballet et Marcel Maréchal, Théâtre du Huitième, Festival d'Avignon
- 1974 : Hölderlin de Peter Weiss, mise en scène Bernard Ballet et Marcel Maréchal, Festival d'Avignon
- 1974 : Les Misérables de Victor Hugo, mise en scène Pierre Debauche
- 1974 : Le Jeune Homme, mise en scène Pierre Debauche
- 1974 : Sarcelles-sur-mer de Jean-Pierre Bisson, mise en scène de l'auteur
- 1974 : Les Caprices de Marianne d'Alfred de Musset, mise en scène Jean-Pierre Bisson, Théâtre national de Strasbourg
- 1975 : Smoking d'Alan Ayckbourn, mise en scène Jean-Pierre Bisson
- 1975 : La Guerre des Demoiselles de Guy Vassal, mise en scène de l'auteur, Festival Théâtral d'Albi, Festival d'Aigues-Mortes, Festival de la Cité Carcassonne
- 1975 : Barbe-bleue et son fils imberbe de Jean-Pierre Bisson, mise en scène de l'auteur, Théâtre de Nice
- 1976 : Barbe-bleue et son fils imberbe de Jean-Pierre Bisson, mise en scène de l'auteur, Théâtre Récamier
- 1976 : Rosencrantz et Guildenstern sont morts de Tom Stoppard, mise en scène Jean-François Prévand, Théâtre de la Plaine, Théâtre des Mathurins
- 1977 : Trois Lits pour huit d'Alan Ayckbourn, mise en scène Pierre Mondy, Théâtre Montparnasse[28]
- 1978 : Caligula d'Albert Camus, mise en scène Éric Nonn[29]
- 1979 : Diderot à corps perdu, mise en scène Jean-Louis Barrault, Théâtre d'Orsay
- 1979 : Audience et Vernissage de Václav Havel, mise en scène Stéphan Meldegg, Festival d'Avignon, Théâtre de l'Atelier
- 1980 : Une sacrée famille de Georges Berr et Louis Verneuil : Gaston Brevan
- 1981 : Pa d'Hugh Leonard, mise en scène Georges Wilson, Théâtre de l'Œuvre
- 1982 : Les Strauss de Georges Coulonges, mise en scène Jean-Louis Barrault, Théâtre Renaud-Barrault
- 1983 : Mademoiselle ma mère de Louis Verneuil
- 1983 : Les Exilés de James Joyce, mise en scène Andréas Voutsinás, Théâtre Renaud-Barrault
- 1985 : Tailleur pour dames de Georges Feydeau, mise en scène Bernard Murat, Théâtre des Bouffes-Parisiens
- 1986 : La Répétition ou l'Amour puni de Jean Anouilh, mise en scène Bernard Murat, Théâtre Édouard-VII
- 1986 : Le Deuil des roses d'André Pieyre de Mandiargues, mise en scène Jean-Pierre Granval
- 1987 : L'Idée fixe de Paul Valéry, mise en scène Bernard Murat, Théâtre Hébertot
- 1987 : L'Éloignement de Loleh Bellon, mise en scène Bernard Murat, Théâtre de la Gaîté-Montparnasse
- 1988 : La Vraie Vie de Tom Stoppard, mise en scène Andréas Voutsinás, Théâtre Montparnasse
- 1988 : Dom Juan de Molière, mise en scène Marcel Maréchal, Théâtre La Criée
- 1989 : Dom Juan de Molière, mise en scène Marcel Maréchal, MC93 Bobigny
- 1992 : Maître Puntila et son valet Matti de Bertolt Brecht, mise en scène Marcel Maréchal, Théâtre national de Chaillot
- 1993 : L'Aide mémoire de Jean-Claude Carrière, mise en scène de Bernard Murat, Comédie des Champs-Élysées
- 1994 : « Art » de Yasmina Reza, mise en scène Patrice Kerbrat, Comédie des Champs-Élysées
- 1996 : En attendant Godot de Samuel Beckett, mise en scène Patrice Kerbrat, Théâtre du Rond-Point
- 1997 : En attendant Godot de Samuel Beckett, mise en scène Patrice Kerbrat, Théâtre de la Croix-Rousse
- 1998 : Rêver peut-être de Jean-Claude Grumberg, mise en scène Jean-Michel Ribes, Centre national de création d'Orléans
- 1999 : Rêver peut-être de Jean-Claude Grumberg, mise en scène Jean-Michel Ribes, Théâtre du Rond-Point
- 2000 : Joyeuses Pâques de Jean Poiret, mise en scène Bernard Murat, Théâtre des Variétés
- 2001 : L'École des femmes de Molière, mise en scène Didier Bezace, Festival d'Avignon, tournée
- 2002 : L'École des femmes de Molière, mise en scène Didier Bezace, Théâtre de la Commune, tournée
- 2003 : Mathilde de Véronique Olmi, mise en scène Didier Long, Théâtre du Rond-Point
- 2004 : Lunes de miel de Noël Coward, mise en scène Bernard Murat, Théâtre Édouard-VII
- 2006 : La Danse de l'albatros de Gérald Sibleyras, mise en scène Patrice Kerbrat, Théâtre Montparnasse
- 2007 : L'Idée fixe de Paul Valéry, mise en scène Bernard Murat, Théâtre Édouard-VII
- 2008 : Batailles de Roland Topor, Jean-Michel Ribes, mise en scène Jean-Michel Ribes, Théâtre du Rond-Point
- 2008 : Elle est là de Nathalie Sarraute, mise en scène Didier Bezace, Théâtre de la Commune
- 2008 : Tailleur pour dames de Georges Feydeau, mise en scène Bernard Murat, Théâtre Édouard-VII
- 2008 : Faisons un rêve de Sacha Guitry, mise en scène Bernard Murat, Théâtre Édouard-VII
- 2009 : L'Éloignement de Loleh Bellon, mise en scène Bernard Murat, Théâtre Édouard-VII
- 2009 : Sentiments provisoires de Gérald Aubert, mise en scène Bernard Murat, Théâtre Édouard-VII
- 2010 : Les Fausses Confidences de Marivaux, mise en scène Didier Bezace, Théâtre de la Commune, Théâtre des Célestins, MC2, La Criée, tournée
- 2010 : Faisons un rêve de Sacha Guitry, mise en scène Bernard Murat, tournée
- 2011 : La Vérité de Florian Zeller, mise en scène Patrice Kerbrat, Théâtre Montparnasse
- 2012 : Moi je crois pas ! de Jean-Claude Grumberg, mise en scène Charles Tordjman, Théâtre du Rond-Point, Théâtre Édouard-VII
- 2012-2013 : Comme s'il en pleuvait de Sébastien Thiéry, mise en scène Bernard Murat, Théâtre Édouard-VII, puis tournée en 2014
- 2014 : Le Mensonge de Florian Zeller, mise en scène Bernard Murat, Théâtre du Jeu de Paume, tournée
- 2015 : L'Être ou pas (pour en finir avec la question juive) de Jean-Claude Grumberg, mise en scène Charles Tordjman, Théâtre Antoine
- 2015 : Le Mensonge de Florian Zeller, mise en scène Bernard Murat, Théâtre Édouard-VII
- 2017 : Le Cas Sneijder de Jean-Paul Dubois, mise en scène Didier Bezace, Théâtre des Célestins, Théâtre Montansier, Théâtre de l'Atelier, tournée
- 2018 : Quelque part dans cette vie de Israel Horovitz, mise en scène Bernard Murat, Théâtre Édouard-VII
- 2018 : Le Tartuffe de Molière, mise en scène Peter Stein, théâtre de la Porte-Saint-Martin
- 2019 : Compromis de Philippe Claudel, mise en scène Bernard Murat, Théâtre des Nouveautés
- 2021 : Fallait pas le dire ! de Salomé Lelouch, mise en scène Ludivine de Chastenet, Théâtre de la Renaissance
- 2023 : Lapin de Samuel Benchetrit, mise en scène de l'auteur, Théâtre Édouard-VII, Paris
- 2025 : Le Prix de Cyril Gély, mise en scène Tristan Petitgirard, Théâtre Hébertot, Paris

## Publicités
Liste non exhaustive des campagnes publicitaires auxquelles a participé Pierre Arditi :
- Banque LCL[30]
- Écouteurs Sennheiser[31]
- Assurances UAP[32],[33],[34],[35]

## Doublage

### Cinéma

#### Films
- Christopher Reeve dans :
  - Superman (1978) : Superman / Clark Kent (1er doublage)
  - Superman 2 (1980) : Superman / Clark Kent
  - Quelque part dans le temps (1980) : Richard Collier
  - Piège mortel (1982) : Clifford Anderson
  - Superman 3 (1983) : Superman / Clark Kent

- Christopher Walken dans :
  - Annie Hall (1977) : Duane Hall
  - Voyage au bout de l'enfer (1978) : Nick
  - Les Chiens de guerre (1980) : Jamie

- Peter Coyote dans :
  - Une chance pas croyable (1987) : Michael Sanders
  - Un homme amoureux (1987) : Sam Elliott
  - Lunes de fiel (1992) : Oscar

- Enrico Montesano dans :
  - Une langouste au petit-déjeuner (1979) : Enrico Tucci
  - Le Larron (1980) : Caleb
  - Je hais les blondes (1980) : Emilio Serrantoni

- George Hilton dans :
  - La Queue du scorpion (1971) : Peter Lynch
  - Folie meurtrière (1972) : l'inspecteur Luca Peretti

- Franco Nero dans :
  - Journée noire pour un bélier  (1971) : Andrea Bild
  - Querelle (1982) : le lieutenant Seblon

- Tom Conti dans :
  - Le Cercle infernal (1977) : Mark Berkeley
  - Furyo (1983) : le colonel John Lawrence

- Dustin Hoffman dans :
  - Le Récidiviste (1978) : Max Dembo
  - Agatha (1979) : Wally Stanton

- Dudley Moore dans :
  - Elle (1979) : George Webber
  - Arthur (1981) : Arthur Bach

- Simon MacCorkindale dans :
  - Cabo Blanco (1980) : Lewis Clarkson
  - L'Épée sauvage (1982) : le prince Mikah

- Sam Neill dans :
  - La Malédiction finale (1981) : Damien
  - La Révolution Française (1989) : La Fayette

- Jeremy Irons dans :
  - Travail au noir (1982) : Nowak
  - Un amour de Swann (1984) : Charles Swann

- Robert De Niro dans :
  - La Valse des pantins (1983) : Rupert Pupkin
  - Killers of the Flower Moon (2023) : William King Hale (en)

- William Hurt dans :
  - Le Baiser de la femme araignée (1985) : Luis Molina
  - Trois fois 20 ans[36] (2011) : Adam
- 1937[37] : Rue sans issue : Tommy (Bill Halop)
- 1948[38] : Le Fils du désert : William Kearney (Harry Carey Jr.)
- 1968[39] : Le Jour le plus long du Japon : Kenji Hatanaka (Toshio Kurosawa)
- 1970 : Le Mystère des douze chaises : Ostap Bender (Frank Langella)
- 1970 : Rebel : Jerry Savage (Sylvester Stallone) (1er doublage)
- 1971 : On continue à l'appeler Trinita : Trinita (Terence Hill) (1er doublage)
- 1971 : La classe ouvrière va au paradis : un collègue de Lulu (Flavio Bucci)
- 1972 : Wang Yu fait rougir le fleuve jaune : Hung Ching-biu, le chef des lanternes rouges (Jimmy Wang Yu)
- 1972 : Mais... qu'avez vous fait à Solange ? : Enrico Rosseni (Fabio Testi)
- 1973 : American Graffiti : John Milner (Paul Le Mat)
- 1973 : Chacal : le faussaire (Ronald Pickup)
- 1973 : La Chasse aux diplômes : Thomas Craig Anderson (Edward Herrmann)
- 1975 : Shampoo : Johnny Pope (Tony Bill)
- 1976 : Taxi Driver : Andy, le vendeur d'armes (Steven Prince)
- 1976 : Le Bus en folie : Dan Torrance (Joseph Bologna)
- 1976 : Le Trésor de Matacumba : Jim (Robert Foxworth)
- 1976 : Le Dernier des géants : Sam Dobkins (Rick Lenz (en))
- 1976 : Vengeance d'outre-tombe : Tony (Carl W. Crudup)
- 1976 : Chewing gum rallye : Joe Karie (Dick Karie)
- 1976 : Les Tsiganes montent au ciel : Loïko Sobar (Grigore Grigoriu)
- 1976 : Le Désert des Tartares : le lieutenant Simeon (Helmut Griem)
- 1976 : Une fille pour le diable : David Kennedy (Anthony Valentine)
- 1977 : La Fièvre du samedi soir : Joey (Joseph Cali) (1er doublage)
- 1977 : Le Message : Ammar (Garrick Hagon)
- 1977 : Les Naufragés du 747 : Frank Powers (Gil Gerard)
- 1977 : À la recherche de Mister Goodbar : Martin (Alan Feinstein)
- 1977 : La Théorie des dominos : Pine (Edward Albert)
- 1977 : La Cabine des amoureux : Gigi (Gigi Proietti)
- 1978 : Mort sur le Nil : James Ferguson (Jon Finch)
- 1978 : Sauvez le Neptune : Pete (Michael Cavanaugh)
- 1978 : Mon nom est Bulldozer : Gerry (Ottaviano Dell'Acqua)
- 1978 : Le Chat et le canari : Charlie Wilder (Peter McEnery)
- 1978 : L'Inévitable catastrophe : Dr Hubbard (Richard Chamberlain)
- 1978 : La Malédiction de la Panthère rose : Guy Algo (Tony Beckley)
- 1978 : Les Moissons du ciel : le fermier (Sam Shepard)
- 1978 : Les Yeux de Laura Mars : le lieutenant John Neville  (Tommy Lee Jones)
- 1978 : Girlfriends : Eric (Christopher Guest)
- 1979 : Yanks : Matt (Richard Gere)
- 1979 : Les Guerriers de la nuit : Swan (Michael Beck)
- 1979 : Des nerfs d'acier : Eddie Cassidy (Harris Yulin)
- 1979 : The Rose : Huston Dyer (Frederic Forrest)
- 1979 : Dracula : Jonathan Harker (Trevor Eve)
- 1979 : Le Trésor de la montagne sacrée : le prince Hasan (Oliver Tobias)
- 1979 : La Riposte de l'homme-araignée : Craig (Randy Powell)
- 1979 : Le Cavalier électrique : Smitly[Qui ?]
- 1979 : Les Muppets, le film : le sommelier (Steve Martin)
- 1979 : Liés par le sang : Jon Swinton (Maurice Colbourne)
- 1979 : L'Homme en colère : un inspecteur de Police[Qui ?]
- 1980 : Kagemusha, l'Ombre du guerrier : Katsuyori Takeda (Ken'ichi Hagiwara)
- 1980 : Les Massacreurs de Brooklyn : Tommy (Jan-Michael Vincent)
- 1980 : La Bidasse : Henry Alan Tremont (Armand Assante)
- 1980 : Changement de saisons : Pete Lachapelle (Michael Brandon)
- 1980 : Chicanos, chasseur de têtes : Hotchkiss (Ed Harris)
- 1980 : Héros ou Salopards : le major Charles Bolton (Rod Mullinar)
- 1981 : Excalibur : le roi Arthur (Nigel Terry)
- 1981 : Les Chariots de feu : Aubrey Montague (Nicholas Farrell)
- 1981 : Les Yeux de la terreur : le lieutenant Judd Austin (Leonard Mann)
- 1982 : Le Monde selon Garp : S.T. Garp (Robin Williams)
- 1983 : Carmen : Antonio (Antonio Gades)
- 1983 : Les Prédateurs : Tom Haver (Cliff De Young)
- 1983 : Bonjour les vacances : Clark Griswold (Chevy Chase)
- 1983 : Hysterical : Frederic Lansing / Casper Brown (Bill Hudson)
- 1983 : To Be or Not to Be : Andrei Sobinski (Tim Matheson)
- 1984 : L'Aube rouge : Jed Eckert (Patrick Swayze)
- 1985 : Harem : Selim (Ben Kingsley)
- 1986 : Hannah et ses sœurs : Elliott (Michael Caine)
- 1986 : Delta Force : Abdul (Robert Forster)
- 2002 : Amen. : le docteur (Ulrich Mühe)
- 2013 : Le Vieux qui ne voulait pas fêter son anniversaire : Allan Karlsson (Robert Gustafsson)

#### Films d'animation
- 1978 : Le Seigneur des anneaux : Legolas[40]
- 1979 : Les Misérables : Marius
- 1998 : Le Château des singes : le roi (création de voix)
- 2008 : Kung Fu Panda : Shifu[n 1]
- 2009 : Kung Fu Panda : Les Secrets des cinq cyclones : Shifu[n 1] (court-métrage)
- 2010 : Kung Fu Panda : Bonnes Fêtes : Shifu[n 1] (court-métrage)
- 2011 : Kung Fu Panda 2 : Shifu[n 1]
- 2011 : Kung Fu Panda : Les Secrets des maîtres : Shifu[n 1] (court-métrage)
- 2016 : Kung Fu Panda 3 : Shifu[n 1]
- 2017 : Kung Fu Panda : Les Secrets du rouleau : Shifu[n 1] (court-métrage)
- 2024 : Kung Fu Panda 4 : Shifu[n 1]

### Télévision

#### Séries télévisées
- 1976 : Le Riche et le Pauvre : Tom Jordache (Nick Nolte)
- 1976 : Moi Claude empereur : Drusus (Ian Ogilvy)
- 1977 : Racines : Tom Harvey (Georg Stanford Brown)
- 1977-1978 : L'Âge de cristal : Logan 23 (Gregory Harrison)
- 1977-1978 : L'Homme de l'Atlantide : Mark Harris (Patrick Duffy)
- 1977-1979 : CHiPs : Franck "Ponch" Poncherello (Erik Estrada) (1re voix)
- 1978 : Holocauste : Karl Weiss (James Woods) (mini-série)
- 1978-1979 : Dallas : Cliff Barnes (Ken Kercheval) (1re voix)
- 1980 : Timide et sans complexe : Lionel Whitney (Jeff Goldblum)
- 1984-1986 : Mission casse-cou : James Dempsey (Michael Brandon)
- 1985 : La Cinquième Dimension : Peter Novins (Bruce Willis)
- 2025 : Zero Day : George Mullen (Robert De Niro) (mini-série)

#### Téléfilms
- 1974 : California Kid (en) : Michael McCord (Martin Sheen)
- 1976 : Victoire à Entebbé : Colonel Yonatan "Yoni" Netanyahou (Richard Dreyfuss)
- 1977 : Raid sur Entebbe : Colonel Netanyahou (Stephen Macht)

## Narration
- 1986 : La Gare dans le musée de Pierre Samson (court-métrage)
- 1990 : Le Pont du silence de Martine Bureau (court-métrage)
- Pierre Arditi a assuré la narration de la série documentaires de Frédéric Lepage et Laurent Frapat Les Chroniques de la Terre sauvage :
  - 1994 - Les Chroniques de l'Afrique sauvage
  - 1997 - Les Chroniques de l'Amazonie sauvage
  - 1999 - Les Chroniques de l'Australie sauvage ou Les Chroniques du dernier continent
  - 2001 - Les Chroniques de l'Asie sauvage ou Les Chroniques de la jungle perdue
  - 2002 - Les Chroniques de l'Amérique sauvage ou Les Chroniques de l'Ouest sauvage
- 1996 : Beaumarchais, l'insolent d'Édouard Molinaro (non crédité)
- 1997 : L'Affaire Dubuffet de Cécile Déroudille (court-métrage)
- 2001 : Le Vœu de David Alaux et Eric Tosti
- 2001 : Le Souvenir d'un avenir de Yannick Bellon et Chris Marker (court-métrage)
- 2002 : Destination Cosmos au Futuroscope
- 2006 : Nos amis les Terriens de Bernard Werber
- 2006 : L'Aventurière docu-fiction d'Alain Wieder
- 2007 : L'Assassinat de Jesse James par le lâche Robert Ford Film de Andrew Dominik avec Brad Pitt et Casey Affleck
- 2008 : Mitterrand à Vichy docu-fiction TV de Serge Moati
- 2011 : Des Vignerons, un terroir, une passion. Film réalisé par Eric Pannatier
- 2023 : "Jeanne d’Arc, femme, guerrière, sainte. Docu-fiction de Nathalie Conscience et Alain Brunard"

## Livres audio
- 1985 : La Station Champbaudet d'Eugène Labiche, Radio France
- 1987 : Au nom du fils d'Hervé Bazin, Auvidis
- 1987 : Le Petit Prince d'Antoine de Saint-Exupéry, collectif, Éditions Gallimard
- 1990 : Ma mère de Georges Bataille, Éditions Des femmes
- 1992 : Légendes du monde entier, collectif, Nathan
- 2005 : Hansel et Gretel et Le Vaillant Petit Tailleur, SBBS
- 2008 : La Rêveuse d'Ostende d'Éric-Emmanuel Schmitt, Audiolib
- 2008 : Sur le quai Malaquais sur l'album Alain Resnais - Portrait Musical, collectif, EmArcy Records
- 2009 : Dernière lettre à Théo de Metin Arditi, Actes Sud
- 2009 : Refuge pour temps d'orage de Patrick de Carolis, Plon
- 2013 : Je vais passer pour un vieux con de Philippe Delerm, Audiolib
- 2014 : Le château des pianos de Pierre Créac'h, Sarbacane

## Publication
- Alain Resnais, les coulisses de la création - Entretiens avec ses proches collaborateurs, de François Thomas, Armand Colin, 2016

## Distinctions

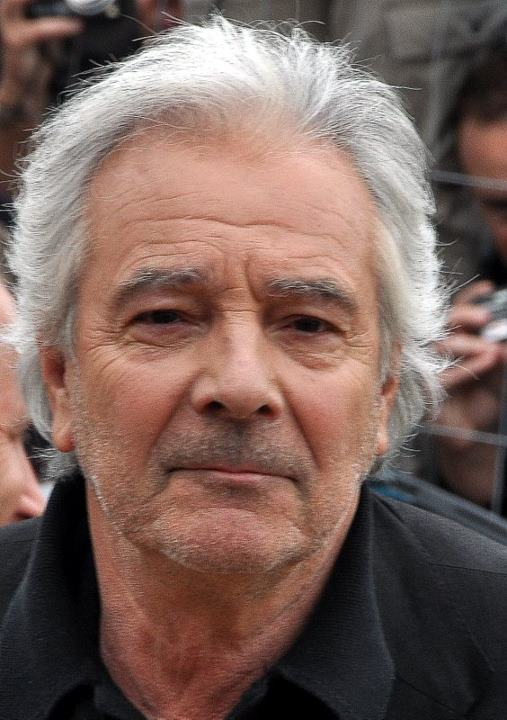
Pierre Arditi au Festival de Cannes 2012.

### Récompenses
- 1987 : 7 d'or du meilleur comédien pour le téléfilm Le Parfait Amour.
- César 1987 : César du meilleur acteur dans un second rôle pour Mélo
- César 1994 : César du meilleur acteur pour Smoking/No Smoking
- Molières 1987 : Molière du comédien dans un second rôle pour La Répétition ou l'Amour puni

### Nominations
- Molières 1995 : Molière du comédien pour « Art »
- Molières 1999 : Molière du comédien pour Rêver peut-être
- Molières 2002 : Molière du comédien pour L'École des femmes
- Molières 2017 : Molière du comédien dans un spectacle de théâtre privé pour Le Cas Sneijder
- Molières 2022 : Molière du comédien dans un spectacle de théâtre privé pour Fallait pas le dire !
- Brigadier d'Honneur : Prix du Brigadier d'Honneur pour l'ensemble de sa carrière décerné par l'Association de la Régie Théâtrale le 6 Décembre 2023 au Théâtre Montparnasse devant plus de cinq cents personnes.

### Décorations
- Officier de la Légion d'honneur (2016)[41] ; 
  - Chevalier (2002)
- Commandeur de l'ordre national du Mérite (nommé en 2021, reçu dans l'ordre le 15 avril 2024)[42]
  - Officier (2005)[43]
  - Chevalier (1994)
- Commandeur de l'ordre des Arts et des Lettres (2017)[44].

### Honneurs
- Membre de l'Académie Alphonse Allais[45].